# Хасаншин Руслан Наїльович
Руслан Наїльович Хасаншин (рос. Руслан Наильевич Хасаншин; 7 лютого 1985, м. Тольятті, СРСР) — російський хокеїст, нападник. Виступає за «Южний Урал» (Орськ) у Вищій хокейній лізі.
Виступав за «Нафтовик» (Альметьєвськ), «Лада» (Тольятті), ЦСК ВВС (Самара), СКА (Санкт-Петербург), ХК МВД, «Амур» (Хабаровськ), «Металург» (Новокузнецьк), «Рубін» (Тюмень), «Лада» (Тольятті), «Арлан» (Кокшетау).